# National Endowment for the Arts

Logo des NEA

Das National Endowment for the Arts (NEA) ist eine 1965 im Zuge der Great Society gegründetes staatliches Endowment in den Vereinigten Staaten zur Förderung von Kunst und Kultur mit Sitz in Washington, D.C.

## Beschreibung

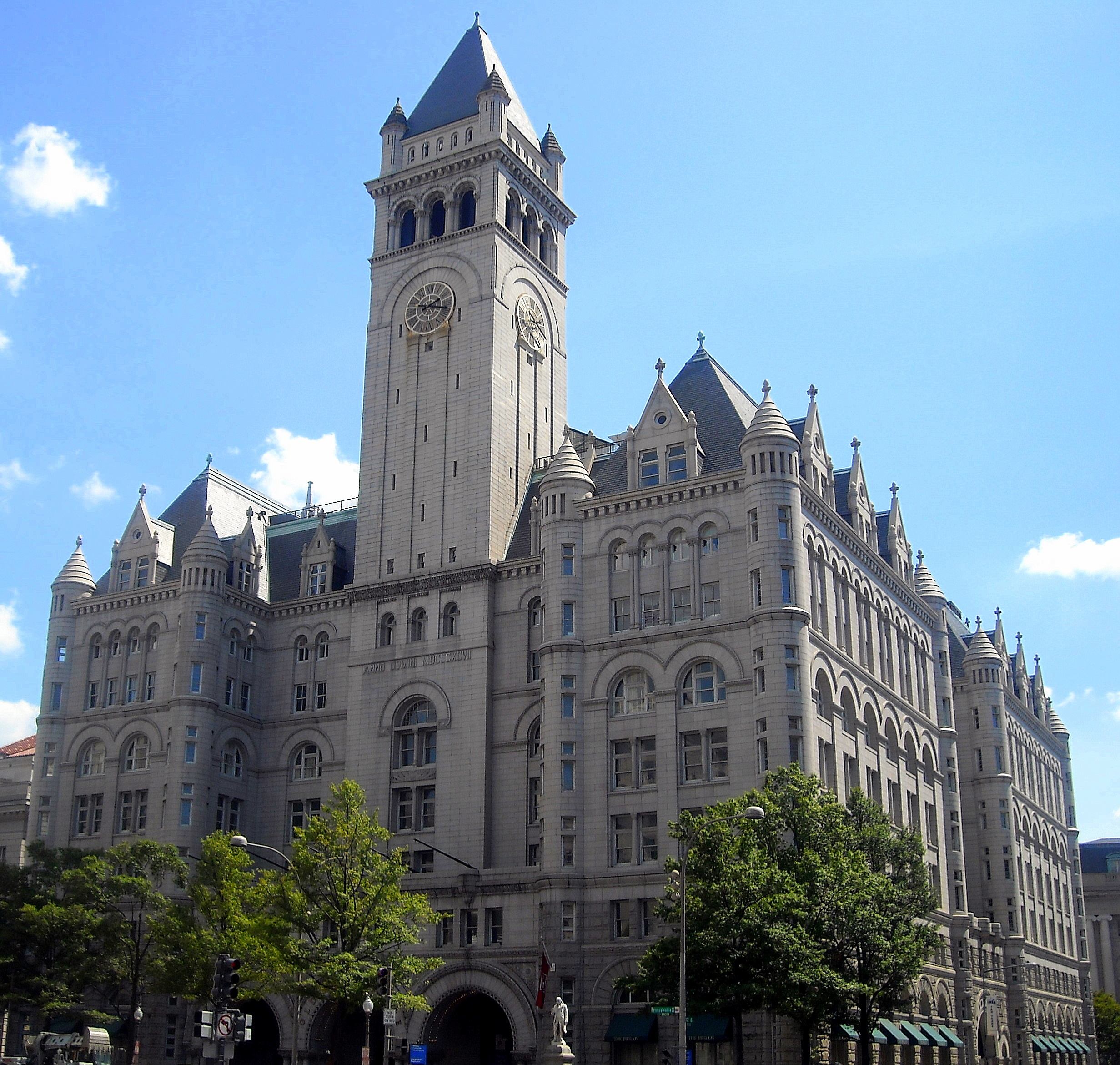
Old Post Office and Clock Tower, Pennsylvania Avenue, Washington, D.C., Sitz des NEA

Als einzige staatliche Kulturfördereinrichtung der USA auf Bundesebene versucht das NEA vor allem mit Stipendien jungen Künstlern zu helfen oder unterstützt bestimmte Projekte über einen begrenzten Zeitraum. Der Jahresetat des NEA liegt bei etwa 120 Millionen US-Dollar. Mehrere Male wurde das NEA von bestimmten Bevölkerungsgruppen heftig kritisiert, als vom NEA (und damit mit Steuergeldern) Künstler gefördert wurden, deren Kunst von manchen als blasphemisch (so in den Fällen Andres Serrano und Robert Clark Young) oder obszön (so im Fall Robert Mapplethorpe) angesehen wurde. 
Sitz der Stiftung ist der Old Post Office Pavilion in Washington D.C., welcher zu Ehren der ersten weiblichen Vorsitzenden der NEA in Nancy Hanks Center umbenannt wurde. Die Schwesterstiftung des NEA ist das NEH, das National Endowment for the Humanities zur Förderung der Geisteswissenschaften. Jährlich vergibt sie die NEA Jazz Masters Fellowships als Auszeichnungen an renommierte Jazzmusiker für deren Lebenswerk.
In den Jahren 1985 bis 2002 bestand ein Dirigentenpreis Seaver/National Endowment for the Arts Conductors Award, der unter anderem von der Juilliard School in New York City verantwortet wurde.
Aufgrund massiver Mittel-Kürzungen durch Präsident Donald Trump hat die NEA 2025 nicht nur die Förderung für Künstler eingestellt, die sich mit den ihm verhassten Themen beschäftigen, etwa der Verbreitung sogenannter „Genderideologie“, sondern fast flächendeckend zahlreiche Förderungen widerrufen, die unterschiedlichste Kunstprojekte, Festivals, Spielstätten und Ausbildungsstätten wie das Brooklyn Conservatory of Music betreffen. Es wird teilweise befürchtet, dass die NEA selbst bis in die Substanz betroffen sein könnte.